# Веллеризм
Веллеризм, точнее уэллеризм (англ. Wellerism) — особая разновидность высказывания, при которой поясняется не только то, кто сказал данную фразу, но и при каких обстоятельствах это было сделано, что часто придаёт самому высказыванию совершенно новый смысл. Эти фразы получили название в честь находчивого слуги Сэмюэля Уэллера, персонажа «Посмертных записок Пиквикского клуба» Чарльза Диккенса, где их употреблял Сэм или его отец. Впервые обратил внимание на веллеризмы как на отдельную разновидность высказывания Арчи Тейлор, также давший им название. Веллеризмы использовались Диккенсом как стилистический приём характеристики действующего лица. Самые ранние примеры веллеризмов можно встретить в древних языках, таких как шумерский язык и язык йоруба Нигерии (в нём они были обнаружены Аланом Дандесом).
Все веллеризмы можно разделить на первичные (фольклорные) и вторичные (или литературные и разговорные, продолжающие появляться и в наше время).
Примеры веллеризмов:

Фольклорные: Утопая, муха говорила: «Пусть вода зальет весь мир» (ассирийский язык).

Литературные: — Стоило ли столько мучиться, чтобы узнать так мало, как сказал приютский мальчик, дойдя до конца азбуки.

Разговорные: — Уж пить так пить! — сказал котёнок, когда несли его топить.

— Да будет свет! — сказал электрик и перерезал провода.
Обычно веллеризм состоит из трёх частей: 1. Высказывание (— Надеюсь, что наше знакомство будет длительным, —). 2. Говорящий (как говорил джентльмен,). 3. Объяснение (часто с юмором) ситуации (обращаясь к пятифунтовому билету.).

Всё вместе: — Надеюсь, что наше знакомство будет длительным, как говорил джентльмен, обращаясь к пятифунтовому билету.
Веллеризмы в романе Диккенса могут также восприниматься как элемент эпохи. Очевидные элементы той эпохи могут быть непонятны в современном мире без специального объяснения. Пример:

— Если вы дорожите моей жизнью, не опрокиньте меня, как говорил джентльмен вознице, когда тот вёз его на Тайбурн.